# Tuoba benoiti
Tuoba benoiti är en mångfotingart som först beskrevs av Matic och Darabantu 1977.  Tuoba benoiti ingår i släktet Tuoba och familjen storjordkrypare. Inga underarter finns listade i Catalogue of Life.